# Jean-Louis de Lolme

Jean-Louis de Lolme

Jean-Louis de Lolme (Genebra, 1741 — 1804) foi um filósofo e teórico pioneiro da filosofia política, que influenciou o surgimento do constitucionalismo e a elaboração de alguns dos primeiros textos constitucionais. Nascido na então cidade semi-independente de Genebra, emigrou para o Reino Unido, adquirindo cidadania britânica.

## Biografia
A sua obra mais famosa é Constitution de l'Angleterre (Constituição da Inglaterra), publicada em francês em 1771 e depois com várias edições em inglês (The Constitution of England).
Naquela obra defendia como ideal uma forma de governo constitucional, em que o texto fundamental consagrasse o princípio do equilíbrio entre os diversos ramos do poder, equilibrando o governo de um, de poucos e de muitos, ou seja as ideias de monarquia, aristocracia e democracia. 
Lolme exaltou a forma britânica de governo, porque, na sua opinião influenciado pelas suas próprias observações e estudo, bem como pelos escritos de Voltaire e Montesquieu), a Constituição não escrita do governo da Grã-Bretanha encarnava o ideal de governo equilibrado melhor do que qualquer outro governo da época. Elogiou em particular os elementos da democracia representativa incluídos na constituição não escrita inglesa, mas aconselhava uma extensão do direito de sufrágio.
Aolongo da sua carreira, desenvolveu e refinou o seu pensamento político, em grande medida em oposição à teoria mais radical de democracia directa defendida pelo seu compatriota Jean-Jacques Rousseau, a quem de Lolme acusava de ser irrealista. Nessa oposição, Lolme é por vezes apontado como o contador político que se escondia por detrás do pseudónimo Junius.
De Lolme influenciou muitos dos autores da Constituição Americana. John Adams, um pai fundador que não esteva presente em Filadélfia, mas cuja obra Defence of the Constitutions of Government of the United States (Defesa das Constituições do Governo dos Estados Unidos) influenciou os delegados lá presente, elogiou o livro de Lolme como um dos melhores sobre o constitucionalismo até então escrito. O trabalho de Lolme também terá influenciado a elaboração da Constituição da Noruega.